# Biennal internacional del llibre de São Paulo

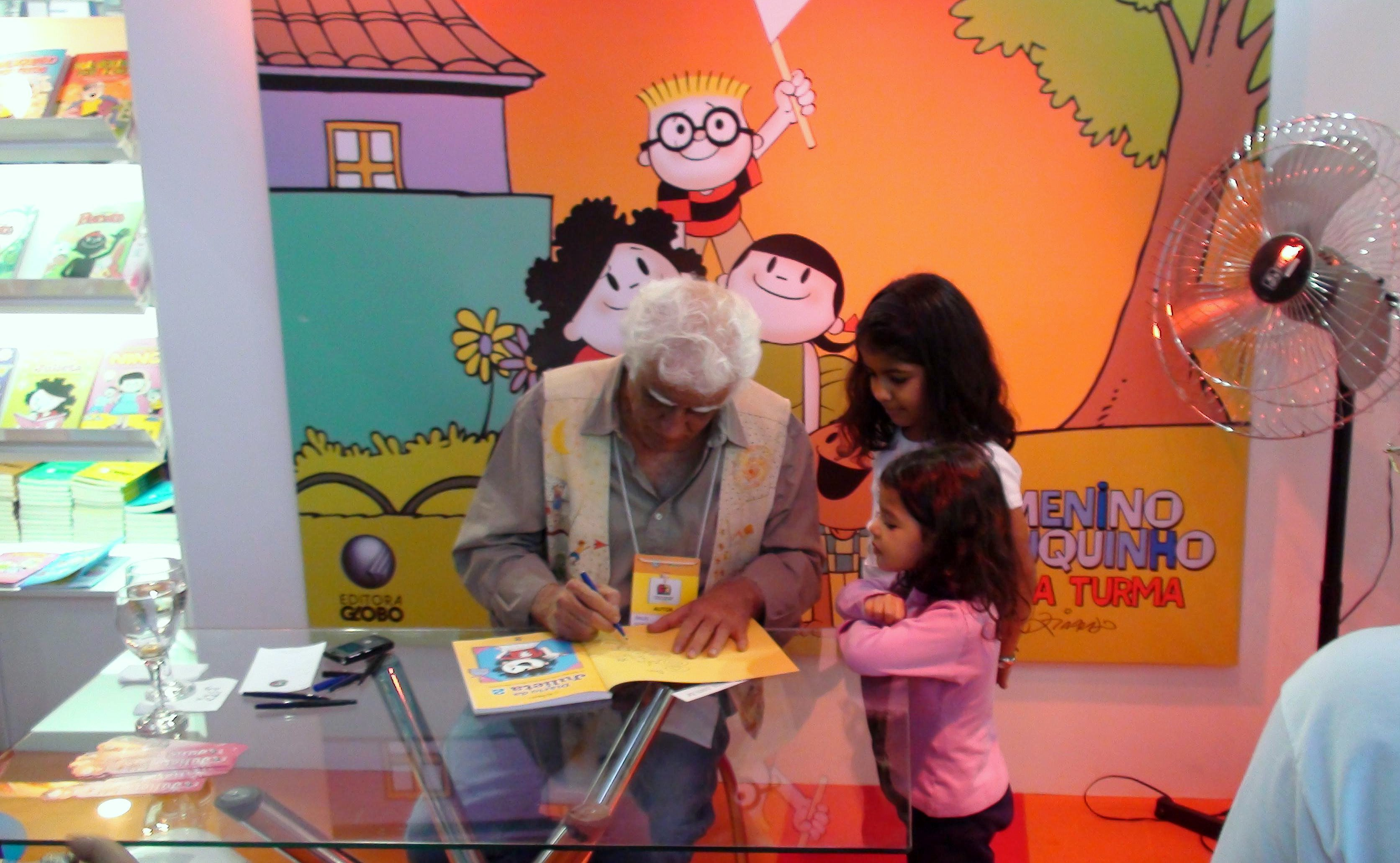
El escriptor i dibuixant Ziraldo a la «20ª Bienal do Livro» (2008).

La Biennal internacional del llibre de São Paulo, Brasil, és un esdeveniment cultural promogut per la Cambra Brasilera del Llibre, en l'esperit de les tradicionals fires literàries europees. La primera Biennal es va celebrar entre el 15 i el 30 d'agost de 1970. La 21a edició (2010) va tenir una audiència de més de 740.000 persones.
La 22a edició de l'esdeveniment tindrà lloc entre el 9 i 19 d'agost 2012 al Centre d'Exposicions d'Anhembi, el més gran d'Amèrica Llatina.